# اورو سوگوئی
اورو سوگوئی (به لاتین: Ouro Sogui) یک منطقهٔ مسکونی در سنگال است که در بخش ماتم واقع شده‌است.